# Global Hood Music
Global Hood Music – wspólny album warszawskiego producenta o pseudonimie DJ 600V oraz pochodzącego z Saint Louis rapera o pseudonimie Ron G. Ukazał się 13 marca 2010 nakładem wytwórni Fonografika. 

## Lista utworów
Opracowano na podstawie materiału źródłowego. 
1. „Globe – Gang Intro”
2. „I'm A H.O.T.B.O.Y.”
3. „Recognize The G”
4. „G.H.M. (Global Hood Music)”
5. „Better Than Average (Interlude)”
6. „Feelingz (Like U Wanna Fight)”
7. „Don't Be Hating On Me”
8. „Say What U Gone Say”
9. „For One Night (Interlude)”
10. „Do That Thang”
11. „Don't Give A Fucc”
12. „I'm Loosing It (Interlude)”
13. „Born Wrong (My Soul On Wax)”
14. „Nobody (I Promise)”
15. „Stage Time”
16. „When They Spin”
17. „Never Stop”
18. „Globe – Gang Outro”
19. „Don't Give A Fucc (Hc-V-Remix)” (utwór dodatkowy)
20. „Don't Give A Fucc (Rocc-V-Remix)” (utwór dodatkowy)
21. „Never Stop (Original Mix)” (utwór dodatkowy)
22. „Born Wrong (Piano-V-Remix)” (utwór dodatkowy)